# Stradivari Barone Knoop, ex Bevan
Lo Stradivari Barone Knoop, ex Bevan /knoːp/ è un violino antico realizzato dal celebre liutaio italiano Antonio Stradivari a Cremona, in Italia, nel 1715.

## Storia
Lo strumento prende il nome dal barone Johann Knoop (1846-1918), un collezionista in periodi diversi di decine di pregiati violini, viole e violoncelli, tra cui quattro viole che rappresentano più di un terzo delle viole Stradivari esistenti. Alla vendita dello strumento a J.E. Greiner tramite l'agenzia Wurlitzer a New York, la ditta W. E. Hill di Londra propose di chiamare il violino come il loro cliente, Baron Knoop. Numerosi strumenti di grandi maestri liutai portano il soprannome di Barone Knoop, tra cui un altro Stradivari del 1715, l'Alard-Knoop. Nella loro pubblicazione del 1902 Antonio Stradivari His Life and Work, mentre era in possesso del banchiere londinese F.L. Bevan, il violino è indicato con il nome Knoop, con la nota che il violino è di "prim'ordine".
Nella lettera fornita a Greiner al momento dell'acquisto del barone Knoop, gli Hill commentarono che era il violino su cui Knoop si divertiva di più a suonare. Lo strumento è attualmente di proprietà del collezionista David L. Fulton.

## Proprietari
- Mr. Oechsner, c. 1870
- C.G. Meier 1881
- F.L. Bevan c. 1882
- Richard Bennett 1913
- J.E. Greiner, 1928
- J. Frank Otwell, 1944
- Raymond Cerf, 1954
- Rony Rogoff, 1980
- David L. Fulton, 1992